# Atractocarpus fitzalanii
Atractocarpus fitzalanii är en måreväxtart som först beskrevs av Ferdinand von Mueller, och fick sitt nu gällande namn av Christopher Francis Puttock. Atractocarpus fitzalanii ingår i släktet Atractocarpus och familjen måreväxter.

## Underarter
Arten delas in i följande underarter:
- A. f. fitzalanii
- A. f. tenuipes